# Japhe
Japhe (nep. जफे) – gaun wikas samiti w środkowej części Nepalu w strefie Dźanakpur w dystrykcie Dholkha. Według nepalskiego spisu powszechnego z 2001 roku liczył on 756 gospodarstw domowych i 4222 mieszkańców (2153 kobiet i 2069 mężczyzn).